# Carbenoxolona
La Carbenoxolona es un compuesto derivado del ácido glicirretínico con estructura similar a los esteroides de la raíz del regaliz (orozuz). Se usa para el tratamiento de las úlceras del tracto digestivo, especialmente en el estómago. Aunque el fármaco es poco tóxico, sus efectos secundarios antidiuréticos son frecuentes por promover la retención de sodio y agua.

## Modo de acción principal
La Carbenoxolona es inhibidora de la 11β-hidroxiesteroide deshidrogenasa 1 (11β-HSD1), una isoenzima que convierte la cortisona inactiva en cortisol activo; por esta razón, en un estudio se vio que la carbenoxolona puede prevenir el síndrome del ojo seco mediante la inhibición de la expresión de citoquinas proinflamatorias y la muerte celular del epitelio corneal y conjuntival por medio de la inhibición tanto de la actividad de la enzima 11β-HSD1, así como de su expresión en los ojos de ratas tratadas con cloruro de benzalconio.
El ácido glicirrícico y su derivado el glicirretínico y la carbenoxolona misma tienen efectos mineralocorticoides indirectos. Inhiben la 11β-HSD1, de manera que el receptor mineralocorticoide del riñón se ve activado por el cortisol circulante, que normalmente no ejercería esta acción. El efecto inducido por estas sustancias es idéntico al que ocurre en el síndrome del exceso aparente de mineralocorticoides, en el cual la carencia congénita de esta enzima provoca un cuadro de hipertensión e hipopotasemia en niños, con niveles suprimidos de aldosterona y desoxicorticosterona.

## Otros usos
Gracias a que posee una consistencia densa, y a que permanece bastante tiempo en contacto con lesiones, se creó un medicamento con base en gel a una concentración del 2% para ser empleado en aftas llamado Sanodín Gel®. Esta versión no requiere receta para su venta al público. Para esta presentación no existe un código ATC.